# Lee Young-yoo
Lee Young-yoo (10 de julio de 1998) es una actriz y cantante surcoreana. 

## Carrera
Comenzó su carrera como actriz infantil en el 2003, y entre sus notables dramas están Bad Housewife (2005), Bad Family (2006) y The Queen's Classroom (2013). También fue una de los cantantes de K-pop del grupo femenino conocido como 7 Princesas de 2004 a 2005; dejó la banda y lanzó un sencillo como solista en 2008. Se graduó de la Escuela Secundaria Sewon en 2017.

## Filmografía

### Series
| Año  | Título                                            | Rol                    | Red           |
| ---- | ------------------------------------------------- | ---------------------- | ------------- |
| 2003 | Open Drama Man and Woman "Let's Leave This World" | Na-hyun                | SBS           |
| 2004 | Sunlight Pours Down                               | Oh Ye-kang             | SBS           |
| 2004 | MBC Best Theater "Little Angels"                  | Na-ri                  | MBC           |
| 2004 | Tropical Nights in December                       | Min Ji-won             | MBC           |
| 2005 | Bad Housewife                                     | Goo Song-yi            | SBS           |
| 2005 | Can Love Be Refilled?                             | Choi Ye-na             | KBS2          |
| 2006 | Bad Family                                        | Baek Na-rim            | SBS           |
| 2007 | MBC Best Theater "Romance Papa"                   | Han-kyul               | MBC           |
| 2008 | Returned Earthen Bowl                             | Park Ye-rin            | KBS2          |
| 2008 | Night After Night                                 | Heo Cho-hee            | MBC           |
| 2009 | Ja Myung Go                                       | Princesa Ja-myung/Puku | SBS           |
| 2009 | Swallow the Sun                                   | Lee Soo-hyun           | SBS           |
| 2009 | Winter Sonata Anime                               | Jeong Hee-jin (voz)    | SKY PerfecTV! |
| 2010 | More Charming by the Day                          | Han Yoo-na             | MBC           |
| 2013 | The Queen's Classroom                             | Go Na-ri               | MBC           |
| 2013 | Drama Special "Chagall's Birthday"                | Yoo-jung               | KBS2          |
| 2016 | The Love is Coming                                | Kim Ah-young           | SBS           |

### Películas
| Año  | Título  | Rol         |
| ---- | ------- | ----------- |
| 2007 | Herb    | Young-ran   |
| 2014 | Manhole | Kim Song-yi |